# Джукембаев, Батыр Джаксыбаевич
Батыржан Джаксыбаевич Джукембаев (род. 5 апреля 1991, Чу, Джамбульская область, Казахская ССР, СССР) — казахский боксёр—профессионал, выступающий в первой полусредней весовой категории. Среди профессионалов бывший Международный чемпион по версиям IBF Inter-Continental (2019—2021) и IBO International (2017—2018), и бывший чемпион Американского континента по версиям WBA Continental Americas (2019—2021) и WBC Continental Americas (2018—2019) в 1-м полусреднем весе.
Лучшая позиция по рейтингу BoxRec — 15-я (апрель 2021) и является 1-м среди казахстанских боксёров первого полусреднего веса, а по рейтингам основных международных боксёрских организаций занимает: 12-ю строчку рейтинга WBA — входя в ТОП-40 лучших боксеров первого полусреднего веса всего мира.

## Биография
Батыржан родился в городке Чу Джамбульской области Казахстана  апреля 1991 года. Происходит из рода Ысты Старшего Жуза. 
Боксом начал заниматься в Алма-Ате. «Батыр — чемпион Казахстана среди молодёжи, чемпион Казахстана среди студентов, победитель международных турниров в Казахстане, Украине, Финляндии. По любителям он провел 225 боев, одержав 200 побед» представляет боксёра его промоутер канадец Камиль Эстефан.

## Профессиональная карьера
В 24 года Джукембаев перешёл в профессиональный бокс. Его менеджером стала Анна Рева, до этого работавшая с российским чемпионом Артуром Бетербиевым. Первый продебют Батыра состоялся в канадском Монреале 19 сентября 2015 года против мексиканца Ноэля Мехия Ринкона. Уверенно выиграв первый раунд, Джукембаев после столкновения с соперником упал на колено и порвал крестообразную связку. Бой признали несостоявшимся. После операции в Казани (Россия) Батыр три месяца ходил с загипсованной ногой. Второй дебют 12 марта 2016 года в том же Монреале также сорвался. Теперь его соперник местный канадец Рэди Эрнандес получил травму и бой признали несостоявшимся.
И только 13 мая 2016 года наконец состоялся реальный дебют Джукембаева в профибоксе в том же Монреале. Он нокаутировал поляка Камиля Юзефа Выбранеца в первом же раунде и начал свою серию побед. Батыр одержал в 2016 году подряд ещё 5 побед нокаутом, а 16 ноября выиграл свой седьмой бой у мексиканца Хуана Мануэля Мареса единогласным решением судей.
После того, как казахстанец 28 января 2017 года побил нокаутом очередного мексиканца Давида Ранхеля, ему предоставили право на бой с Косме Риверой из Мексики за вакантное место чемпиона IBO (International Boxing Organization). Встреча состоялась 6 апреля в зале «Метрополис» в Монреале. Батыржан трижды посылал соперника в нокдаун и одержал победу в 7 раунде техническим нокаутом, впервые выиграв титул чемпиона по версии IBO International.
Очередной поединок прошёл 27 октября 2017 года в Монреале против мексиканца Хосе Эмилио Переа, казахский боксёр закончил бой нокаутом уже в первом раунде на 64 секунде встречным ударом в печень.
В день независимости Республики Казахстан 16 декабря 2017 года Батыр уверенно одержал очередную победу в Монреале над афроамериканцем Уилбертом Лопесом единогласным решением судей: 80:72, 80:72, 80:72.
На настоящий момент Джукембаев провёл на профессиональном ринге 12 боёв и все выиграл, из них 10 нокаутом, причём 7 боёв он закончил нокаутом уже в первом раунде. В последнем бою 31 марта 2018 года установил личный рекорд, отправив соперника в нокаут на 35-й секунде боя (видео).
В очередном бою 26 мая Батыр после двух нокдаунов побил техническим нокаутом в 7 раунде 23-летнего аргентинского боксёра Хонатана Хосе Эниса (20-9-1, 7 КО) в рамках вечера бокса Давид Лемьё — Карим Ашур в Монреале (Канада) и завоевал вакантный титул чемпиона WBC Continental Americas.
Первое серьёзное испытание было в очередном бою 6 октября с мексиканцем Патрисио Морено (20-2, 14 КО). В первых двух раундах соперники по очереди отправили друг друга в нокдауны. Но в 7 раунде Джукембаев ударом в печень уложил соперника на канвас — очередная победа нокаутом. На кону должен был стоять вакантный титул чемпиона WBC International, но в последний момент этот пояс был исключён из программы.
Но очередной бой 24 ноября в рамках вечера бокса в городе Римуски (Канада) не состоялся. В итоге Джукембаев расстался со своим промоутером Камилем Эстефаном. Также канадский боксер первого полусреднего веса чемпион Северной Америки по версии IBF North America Матье Жермен (16-0, 8 КО) отказался от боя, назначенного на 26 января 2019 в Квебеке.
16 марта 2019 выиграл 10-раундовый бой единогласным решением судей у мексиканца Жилберто Меса (10-5-1, 8 КО) в Монреале (Канада).
17 мая уже в первом раунде «удосрочил» очередного мексиканца Луиса Хесуса Видалеса (13-6, 6 КО) также в Монреале (Канада). И стал готовиться к боям в Америке.
26 сентября 2019 года Батыр Джукембаев в соглавном событии вечера бокса в Монреале (Канада) единогласным решением победил экс-чемпиона мира из Мексики по версий IBF Мигеля Васкеса (41-9, 15 КО), и завоевал вакантные титулы чемпиона WBA Continental и IBF Inter-Continental. Для 28-летнего казахстанца это уже третий успешный титульный бой из трех: ранее он завоевал титулы IBO International и WBC Continental Americas. Батыр уверенно одолел мексиканца в течений 10 раундов и показал один из лучших боев в своей карьере. Судьи выставили счет на своих карточках — 100-90, 99-91, 99-91. Этот поединок вызвал большой интерес у представителей DAZN и был достойно оценен канадской публикой.
25 января 2020 году в городе Монреаль (Канада) в главном бою вечера который прошёл в Montreal Casino, Батыр Джукембаев вышел на ринг против опытного мексиканца Рикардо Лары (22-9; 10 КО) и нокаутировал своего оппонента уже во втором раунде.

### Отборочный бой с Сабриэлем Матиасом
29 мая 2021 года в Карсоне (США), в бою за статус обязательного претендента на титул чемпиона мира по версии IBF в 1-м полусреднем весе, досрочно проиграл пуэрториканцу Сабриэлю Матиасу (16-1), путём отказа от продолжения боя после 8-го раунда.

#### Бой с Кейном Гарднером
5 апреля 2025 года в Астане (Казахстан) принял участие в вечере бокса, где главным событием был бой чемпиона мира в среднем весе по версиям WBO и IBF Жанибека Алимханулы и претендента Анауэля Нгамиссенге (14-1). Джукембаев сразу начал поддавливать активно выбрасывая увесистые удары. Гарднер часто отсиживался в обороне за высоким качественным блоком. Батыржан выбрасывал значительно больше ударов, чаще попадал и был инициатором активных действий в бою, но вскрыть оборону так и не смог. Судьи единогласно отдали справедливую победу Джукембаеву UD10.

## Статистика профессиональных боёв
В таблице перечислены результаты всех поединков боксёров.
В каждой строке указан результат поединка. Дополнительно номер поединка обозначен цветом, который обозначает итог поединка. Расшифровка обозначений и цветов представлена в нижеследующей таблице.
| Пример | Расшифровка                     |
| ------ | ------------------------------- |
|        | Победа                          |
|        | Ничья                           |
|        | Поражение                       |
|        | Планируемый поединок            |
|        | Поединок признан несостоявшимся |
| КО     | Нокаут                          |
| ТКО    | Технический нокаут              |
| PTS    | Решение судей (по очкам)        |
| UD     | Единогласное решение судей      |
| MD     | Решение большинства судей       |
| SD     | Раздельное решение судей        |
| RTD    | Отказ от продолжения боя        |
| DQ     | Дисквалификация                 |
| NC     | Поединок признан несостоявшимся |

| 25 поединков, 24 победы (17 нокаутом), 1 поражение, 2 несостоявшихся. | 25 поединков, 24 победы (17 нокаутом), 1 поражение, 2 несостоявшихся. | 25 поединков, 24 победы (17 нокаутом), 1 поражение, 2 несостоявшихся. | 25 поединков, 24 победы (17 нокаутом), 1 поражение, 2 несостоявшихся. | 25 поединков, 24 победы (17 нокаутом), 1 поражение, 2 несостоявшихся. | 25 поединков, 24 победы (17 нокаутом), 1 поражение, 2 несостоявшихся. | 25 поединков, 24 победы (17 нокаутом), 1 поражение, 2 несостоявшихся.                                                                                | 25 поединков, 24 победы (17 нокаутом), 1 поражение, 2 несостоявшихся. |
| Бой                                                                   | Рекорд                                                                | Дата                                                                  | Соперник                                                              | Место боя                                                             | Результат                                                             | Комментарии |                                                                       |
| --------------------------------------------------------------------- | --------------------------------------------------------------------- | --------------------------------------------------------------------- | --------------------------------------------------------------------- | --------------------------------------------------------------------- | --------------------------------------------------------------------- | --- | --------------------------------------------------------------------- |
| 21                                                                    | 18 (14)-1                                                             | 29 мая 2021                                                           | Сабриэль Матиас (16-1)                                                | Спортивный парк Dignity Health, Карсон, Калифорния, США               | RTD 8 (12), 3:00                                                      | Бой за статус обязательного претендента на титул чемпиона мира по версии IBF в 1-м полусреднем весе.                                                 |                                                                       |
| 20                                                                    | 18 (14)-0                                                             | 25 января 2020                                                        | Рикардо Лара (22-7)                                                   | Montreal Casino, Монреаль, Канада                                     | KO 2 (10), 2:31                                                       | |                                                                       |
| 19                                                                    | 17 (13)-0                                                             | 26 сентября 2019                                                      | Мигель Васкес (41-8)                                                  | Montreal Casino, Монреаль, Канада                                     | UD 10 (10)                                                            | Счёт: 100-90, 99-91 (дважды). Завоевал вакантные титулы чемпиона по версиям WBA Continental и IBF Inter-Continental в 1-м полусреднем весе.          |                                                                       |
| 18                                                                    | 16 (13)-0                                                             | 17 мая 2019                                                           | Луис Хесус Видалес (13-6, 6 КО)                                       | Montreal Casino, Монреаль, Канада                                     | TKO 1 (10)                                                            | |                                                                       |
| 17                                                                    | 15 (12)-0                                                             | 16 марта 2019                                                         | Жилберто Меса (10-5-1, 8 КО)                                          | Montreal Casino, Монреаль, Канада                                     | UD 10 (10)                                                            | Счёт: 98-92 (трижды). |                                                                       |
| 16                                                                    | 14 (12)-0                                                             | 6 октября 2018                                                        | Патрисио Морено (20-2, 14 КО)                                         | Centre Videotron, Quebec City, Канада                                 | KO 7 (10)                                                             | |                                                                       |
| 15                                                                    | 13 (11)-0                                                             | 26 мая 2018                                                           | Хонатан Хосе Энис (20-9-1, 7 КО)                                      | Centre Videotron, Quebec City, Канада                                 | KO 7 (10)                                                             | Завоевал вакантный титул чемпиона по версии WBC Continental Americas в 1-м полусреднем весе.                                                         |                                                                       |
| 14                                                                    | 12 (10)-0                                                             | 31 марта 2018                                                         | Ноэ Нуньес (18-5-1, 13 КО)                                            | Montreal Casino, Монреаль, Канада                                     | KO 1 (8)                                                              | |                                                                       |
| 13                                                                    | 11 (9)-0                                                              | 16 декабря 2017                                                       | Уилберт Лопес (20-8, 14 КО)                                           | Place Bell, Лаваль, Квебек, Канада                                    | UD 8 (8)                                                              | Счёт: 80-72 (трижды). |                                                                       |
| 12                                                                    | 10 (9)-0                                                              | 27 октября 2017                                                       | Хосе Эмилио Переа (24-8-0)                                            | M Telus, Монреаль, Канада                                             | KO 1 (8)                                                              | |                                                                       |
| 11                                                                    | 9 (8)-0                                                               | 6 апреля 2017                                                         | Косме Ривера (41-23-3)                                                | M Telus, Монреаль, Канада                                             | TKO 7 (10)                                                            | Завоевал вакантный титул чемпиона по версии IBO International в 1-м полусреднем весе.                                                                |                                                                       |
| 10                                                                    | 8 (7)-0                                                               | 28 января 2017                                                        | Давид Ранхель Гомес (12-8-0)                                          | Bell Centre, Монреаль, Канада                                         | KO 1 (8)                                                              | |                                                                       |
| 9                                                                     | 7 (6)-0                                                               | 16 декабря 2016                                                       | Хуан Мануэль Марес (17-12-0)                                          | Cabaret Amphitheatre Cogeco, Труа-Ривьер, Квебек, Канада              | UD (8)                                                                | |                                                                       |
| 8                                                                     | 6 (6)-0                                                               | 22 октября 2016                                                       | Иван Перейра (20-7-0)                                                 | Bell Centre, Монреаль, Канада                                         | TKO 5 (8)                                                             | |                                                                       |
| 7                                                                     | 5 (5)-0                                                               | 24 сентября 2016                                                      | Сесилио Сантос Галиндо (31-29-6)                                      | BMW Hamel, Бленвиль (Квебек), Канада                                  | KO 1 (8)                                                              | |                                                                       |
| 6                                                                     | 4 (4)-0                                                               | 7 июля 2016                                                           | Рэнди Лосано (11-9-2)                                                 | Claude-Robillard Center, Монреаль, Канада                             | KO 3 (6)                                                              | |                                                                       |
| 5                                                                     | 3 (3)-0                                                               | 10 июня 2016                                                          | Иштван Дернанекз (4-0)                                                | Centre Mario Gosselin, Тетфорд Майнс, Квебек, Канада                  | TKO 1 (6)                                                             | |                                                                       |
| 4                                                                     | 2 (2)-0                                                               | 27 мая 2016                                                           | Ноэль Мехиа Ринкон (15-8-1)                                           | Parc de l'Exposition, Труа-Ривьер, Квебек, Канада                     | TKO 1 (4)                                                             | |                                                                       |
| 3                                                                     | 1 (1)-0                                                               | 13 мая 2016                                                           | Камиль Выбранец (3-2)                                                 | M Telus, Монреаль, Канада                                             | TKO 1 (4)                                                             | |                                                                       |
| 2                                                                     | 0-0-0-2                                                               | 12 марта 2016                                                         | Реди Эрнандес (0-1)                                                   | Olympia Theatre, Монреаль, Канада                                     | NC 1 (4)                                                              | Канадец Эрнандес получил травму и бой был признали несостоявшимся.                                                                                   |                                                                       |
| 1                                                                     | 0-0-0-1                                                               | 19 сентября 2015                                                      | Ноэль Мехиа Ринкон (14-6-1)                                           | Bains Mathieu, Монреаль, Канада                                       | NC 2 (4)                                                              | Профессиональный дебют. Джукембаев после столкновения с соперником упал на колено и порвал крестообразную связку, и бой был признан не состоявшимся. |                                                                       |

## Лучший проспект
В январе 2017 года Батыр Джукембаев назван лучшим проспектом 2016 года в номинации журнала «12 раундов» (Канада). «25-летний талантливый боксер из Казахстана выиграл семь боев, шесть из которых нокаутом. С нетерпением ждем его выхода на ринг в 2017-м», — написало издание.
Через год твиттеры о боксе Standing 8 Count и Round By Round Boxing включили 26-летнего Батыра Джукембаева в список проспектов, за которыми обязательно нужно следить в 2018 году.